# Русанов Яків Васильович
Я́ків Васи́льович Руса́нов (* 9 жовтня 1834, Саранськ — † 18 червня 1908, с. Кочкурово тепер Кочкуровського району Мордовії) — ерзянський просвітитель, етнограф, член—кореспондент Імператорського археологічного товариства.

## Біографічна довідка
Закінчив Пензенську духовну семінарію (1856). У 1857 рукоположений у сан священика, служив у церкві с. Мокшалєй Саранського уїзду.
З 1864 — наставник селянського училища, з 1881 служив у церкві та був законовчителем зразкової школи Міністерства народної освіти в с. Кочкурові, з 1895 — співробітник Імператорського православного Палестинського товариства.
Нагороджений орденом Св. Анни 3—го та 2—го ступенів, Св. Володимира 4—го ступеня.

## Етнографічна робота
Вивчав побут ерзянського народу. За свої праці з етнографії був нагороджений подяками археологічного товариства.
Надрукував етнографічний нарис «Мордовский молян» (Пензенские епархиальные ведомости, 1868, № 11).